# The Girl Guides Association of Dominica
The Girl Guides Association of Dominica (GGAD, Associazione Ragazze Guide di Dominica) è l'associazione nazionale del Guidismo in Dominica. Questa conta 376 membri (nel 2003). Fondata nel 1929, l'organizzazione diventa un membro associato del World Association of Girl Guides and Girl Scouts (WAGGGS) nel 1987 e membro effettivo nel 2008. In questo momento ci sono otto sezioni in Dominica che comprendono 27 gruppi.

## Programma
L'associazione è divisa in quattro branche in rapporto all'età:
- Brownies - dai 6 ai 10 anni
- Guide - dai 10 ai 15
- Rangers - dai 15 ai 21
- Young leaders dai 21 in poi